# Dinaspis lahillei
Dinaspis lahillei är en insektsart som beskrevs av Leonardi 1911. Dinaspis lahillei ingår i släktet Dinaspis och familjen pansarsköldlöss. Inga underarter finns listade i Catalogue of Life.